# Nils Åkerman (häradshövding)
Nils Åkerman, född 10 oktober 1639 i Åkerby socken, Uppsala län död 14 juli 1706 i Allhelgona socken, Östergötlands län, var häradshövding i Göstrings härad.

## Biografi
Åkerman föddes 10 oktober 1639 på Roslagen i Åkerby socken. 1689 blev han häradshövding i Göstrings härad och bosatte sig på Snyttringe i Allhelgona socken. Åkerman avled 14 juli 1706 på Hagby i Allhelgona socken.

### Familj
Åkerman gifte sig med Elisabeth Joelsdotter (död 1701).
. 